# Phacodes solandri
Phacodes solandri là một loài bọ cánh cứng trong họ Cerambycidae.